# Список турниров Top Dog FC 2019—2021 годов
Список всех турниров кулачной лиги Top Dog Fighting Championship с момента основания (с 2019 года) до 2021 года, включительно. В 2019 году Топ Дог провела 1 турнир на голых кулаках (когда была основана, в декабре 2019 года), в 2020 году провела 5 турниров на голых кулаках, а в 2021 году провела 5 турниров на голых кулаках, и 1 турнир в перчатках для смешанных единоборств (Top Dog: Prospect).

## Список турниров
| Турнир на голых кулаках | Турнир по боям в перчатках | Отменённый турнир |

| 2021 год — 6 событий: 5 турниров по боксу на голых кулаках, 1 по боксу в ММА-перчатках |                  |                                                     |                                     |                                   |
| 12                                                                                     | 17 декабря 2021  | БКЗ «Крылья Советов», Москва, Россия                | TDFC 11 (ВДВ vs. Самурай)           | Wink, MEGOGO, Qsport, Voka, tvcom |
| 11                                                                                     | 26 ноября 2021   | Зал Top Dog Club, Москва, Россия                    | Prospect (Орёл vs. Севостьянов)     | Трансляции не было                |
| —                                                                                      | 20 ноября 2021   | Jekpe-Jek, Нур-Султан → Алма-Ата, Казахстан         | TDFC 11 (Хачатрян vs. Жумагулов)    | Wink, MEGOGO                      |
| 10                                                                                     | 24 сентября 2021 | БКЗ «Крылья Советов», Москва, Россия                | TDFC X (Kofi King vs. Рыжий Тарзан) | РЕН ТВ, Wink, MEGOGO, Qsport      |
| —                                                                                      | 20 августа 2021  | БКЗ «Крылья Советов», Москва, Россия                | TDFC 10 (Астероид vs. Самурай)      | Wink, MEGOGO                      |
| 9                                                                                      | 25 июня 2021     | БКЗ «Крылья Советов», Москва, Россия                | TDFC 9 (Беспощадный vs. Мельник)    | Wink, MEGOGO                      |
| 8                                                                                      | 16 апреля 2021   | БКЗ «Крылья Советов», Москва, Россия                | TDFC 8 (Анубис vs. Золотой)         | Wink, MEGOGO, Twitch (Европа)     |
| 7                                                                                      | 11 февраля 2021  | БКЗ «Крылья Советов», Москва, Россия                | TDFC 7 (Шеф-повар vs. Золотой)      | Twitch и Wink                     |
| 2020 год — 5 турниров по боксу на голых кулаках                                        |                  |                                                     |                                     |                                   |
| 6                                                                                      | 16 декабря 2020  | БКЗ «Крылья Советов», Москва, Россия                | TDFC 6 (Сивый vs. Панда)            | Twitch                            |
| 5                                                                                      | 19 октября 2020  | Rockfeller's Hall (м.Автозаводская), Москва, Россия | TDFC 5 (Автомат vs. Шульский)       | Трансляции не было                |
| 4                                                                                      | 29 июля 2020     | Клуб Gazgolder, Москва, Россия                      | TDFC 4 (Чоршанбе vs. Сивый)         | Трансляции не было                |
| 3                                                                                      | 12 мая 2020      | LovelyLoft (м.Семёновская), Москва, Россия          | TDFC 3 (Автомат vs. Калаш)          | Трансляции не было                |
| 2                                                                                      | 18 февраля 2020  | LovelyLoft (м.Семёновская), Москва, Россия          | TDFC 2 (Автомат vs. Таец)           | Трансляции не было                |
| 2019 год — 1 турнир по боксу на голых кулаках                                          |                  |                                                     |                                     |                                   |
| 1                                                                                      | 27 декабря 2019  | Подземная парковка Москва-Сити, Москва, Россия      | TDFC 1 (Пулемётчик vs. Моряк)       | Трансляции не было                |

### Статистика 2019—2021 годов
| Год                   | 2019 | 2020 | 2020 | 2020 | 2020 | 2020 | 2021 | 2021 | 2021 | 2021 | 2021 | 2021 | Всего за год | Всего за год | Всего за год |
| Турнир                | 1    | 2    | 3    | 4    | 5    | 6    | 7    | 8    | 9    | X    | P    | 11   | 2019         | 2020         | 2021         |
| --------------------- | ---- | ---- | ---- | ---- | ---- | ---- | ---- | ---- | ---- | ---- | ---- | ---- | ------------ | ------------ | ------------ |
| Поединков на кулаках  | 6    | 10   | 11   | 19   | 17   | 14   | 19   | 15   | 14   | 18   |      | 14   | 6            | 71           | 81           |
| (из них титульных)    |      |      |      |      |      |      | (1)  |      | (2)  |      |      | (1)  |              |              | (4)          |
| (из них и с ногами)   |      |      |      |      |      |      |      |      |      | (5)  |      |      |              |              | (5)          |
| Поединков в перчатках |      |      |      |      |      |      |      |      |      | 1    | 7    |      |              |              | 8            |
| (из них и с ногами)   |      |      |      |      |      |      |      |      |      |      | (1)  |      |              |              | (1)          |

- 2019 год — 1 турнир
- 2020 год — 5 турниров
- 2021 год — 6 турниров, из которых 5 на голых кулаках (1 из которых совместно с голыми руками-ногами) и 1 турнир в перчатках. Из 81 поединка на голых кулаках, 5 были совместно с руками и ногами. Следовательно по правилом только бокса на голых кулаках, в 2021 году было не 81 поединков, а 76. Но для внутренней статистики, Топ Дог использовала данные бои в зачёт бойцам в статистику голых кулаков.

## Турниры в 2019 году

### TDFC 1
Первый номерной турнир организации Топ Дог прошёл 27 декабря 2019 года на подземной парковке одного из офисных зданий Москвы, бизнес центра Москва-Сити. Анонс лиги был представлен 6 января 2020 года, 10 дней спустя после проведения первого турнира. Это было сделано по причине того что бои не были показаны в прямом эфире, а были сняты на камеры, и позже были смонтированы и выложены на ютуб канал. 6 января также и был создан официальный канал организации на YouTube. Главный бой карда возглавил поединок между Зелимханом Дукаевым и Евгением Курдановым. Бойцы пообещали Данилу «Регбисту» Алееву, что выступят на его первом турнире, что и дало хороший толчок при запуске лиги. Данный бой стал самым просматриваемым на ютубе в данном сегменте. Курданов убедительно выиграл единогласным решением судей, сумев отправить Дукаева в нокдаун. Бойцы договорились о проведении реванша, но произошёл он уже не на Топ Доге, а спустя год, на площадке конкурирующей лиги кулачных боёв — Hardcore FC.
Первый турнир состоялся при поддержке боксёрского клуба — Brothers Boxing Club, в котором работал тренером, основатель новосозданного промоушена Данил Алеев. Было выделено 500 тыс. руб. (менее 8 тыс. $ к тогдашнему курсу). И в данный бюджет было вложено всё (гонорары участников, аренда помещения, инвентаря). Всего на первом турнире прошло 6 поединков, видео пяти из которых были выложены, а видео одного поединка (в котором Шахбулат Абуев одержал победу над неназванным противником) не было опубликовано. Первоначально предполагалось что бои будут пятираундовыми, но по ходу турнира правила были откорректированы.
| № |       |                              |       |                              |       | Способ       | Раунд (Время) |
| 6 | 86 кг | Евгений «Моряк» Курданов     | поб.  | Зелимхан «Пулемётчик» Дукаев | 80 кг | Решением     | 3             |
| 5 | 77 кг | Андрей «Ушу-мастер» Ефимов   | поб.  | Пётр «Архитектор» Ступин     | 85 кг | Нокаутом     | 1 (0:15)      |
| 4 | 79 кг | Валерий «Валера» Заботин     | ничья | Багдат «Казах» Дюсембаев     | 79 кг | Решением     | 3             |
| 3 |       | Шахбулат «Бесстрашный» Абуев | поб.  |                              |       | Нокаутом     | 1 (0:43)      |
| 2 | 90 кг | Андрей «Панда» Мешков        | поб.  | Сергей «Серёга» Ильин        | 85 кг | Решением     | 3             |
| 1 | 88 кг | Андрей «Сазон» Сазонов       | поб.  | Анатолий «Хамло» Маурин      | 75 кг | Тех.нокаутом | 1 (0:10)      |

Бонусы:
- «Бой вечера»: Валерий Заботин — Багдат Дюсембаев
- «Нокаут вечера»: Андрей Ефимов — Пётр Ступин

На первом турнире не по всем аспектам присутствовал чёткий регламент правил, и в досрочных победах не производилась отмашка рефери с привязкой ко времени, что не даёт точную оценку в окончании поединков, и по этому нокауты в боях Сазонова и Ефимова не рассматриваются как самые быстрые нокауты в истории организации.

## Турниры в 2020 году

### TDFC 2
Второй турнир состоялся 18 февраля 2020 года, также  при поддержке боксёрского клуба Brothers Boxing Club. Немногим позже, данный клуб провёл собственный турнир, используя тот же настил и сено, которое применялось на втором турнире Топ Дога. Развить лигу у Brothers Boxing Club не вышло, и они ограничились выпуском одного турнира. Бюджет второго турнира Топ Дог, составил один миллион рублей.
На турнире Top Dog FC 2 прошло 10 поединков, видео 9 поединков из которых, были выложены на официальном ютуб канале (всех кроме боя Кирилла Бокова с Артёмом Пучкиным). В главном бою турнира дебютировал будущий звёздный боец кулачного спорта — Гаджи «Автомат» Наврузов. Также в со-главном бою на турнире, встретились двое непобеждённых бойцов любительского ММА-промоушена «Strelka» — Рустам «Астероид» Мухитдинов (3-0) и Максим «ВДВ» Фёдоров (6-0). Фёдоров одержал победу решением, к тому же отправив Мухитдинова в нокдаун.
После турнира, Алеев прекратил сотрудничество с Brothers Boxing Club, имея перед ними финансовые обязательства в размере 1,5 млн. рублей (за финансирование первых двух турниров).
| №  |        |                              |      |                                 |       | Способ       | Раунд (Время) |
| 10 | 111 кг | Гаджи «Автомат» Наврузов     | поб. | Ярослав «Таец» Ремыга           | 93 кг | Нокаутом     | 1 (1:10)      |
| 9  | 95 кг  | Максим «ВДВ» Фёдоров         | поб. | Рустам «Астероид» Мухитдинов    | 98 кг | Решением     | 3             |
| 8  | 78 кг  | Андрей «Ушу-мастер» Ефимов   | поб. | Иван «Галич» Галичев            | 72 кг | Решением     | 3             |
| 7  | 84 кг  | Шахбулат «Бесстрашный» Абуев | поб. | Валерий «Валера» Заботин        | 79 кг | Нокаутом     | 2 (1:30)      |
| 6  | 75 кг  | Михаил «Сивый» Долгополов    | поб. | Докка «Докка» Гурмаев           | 71 кг | Решением     | 3             |
| 5  | 79 кг  | Алексей «Сушист» Мешков      | поб. | Денис «Отморозок» Пилипчук      | 80 кг | Решением     | 3             |
| 4  | 87 кг  | Кирилл «Кирик» Боков         | поб. | Артемий «Кипиш» Пучкин          | 90 кг | Тех.нокаутом | 3 (1:41)      |
| 3  | 85 кг  | Андрей «Сазон» Сазонов       | поб. | Андрей «Панда» Мешков           | 90 кг | Тех.нокаутом | 1 (2:00)      |
| 2  | 70 кг  | Николай «Чибис» Чибисов      | поб. | Михаил «Медвежья шкура» Данилов | 70 кг | Тех.нокаутом | 1 (1:43)      |
| 1  | 61 кг  | Явуз «Львиное сердце» Кулиев | поб. | Всеволод «Сева» Ревин           | 65 кг | Тех.нокаутом | 1 (2:00)      |

Бонусы:
- «Бой вечера»: Валерий Заботин — Шахбулат Абуев
- «Нокаут вечера»: Гаджи Наврузов — Ярослав Ремыга

### TDFC 3
К третьему турниру Спортивную организацию Top Dog, уже поддерживал первый генеральный спонсор. Им стала букмекерская контора «Леон». Алеев привлёк спонсоров, и закрыл финансовые обязательства перед предыдущими партнёрами (Brothers Boxing Club). Бюджет третьего турнира составил уже 3 млн. рублей. Турнир был заявлен из 11 пар, видео восьми из которых опубликовали на официальном ютуб канале. В последнем поединке турнира Гаджи Наврузов победил нокаутом Александра Калашникова. На ютубе данный бой не отмечен как главный, хотя таким по факту являлся, будучи последним в карде. В со-главном поединке Валерий Заботин нокаутировал Андрея Ефимова, и именно данный бой в ютубе отмечен как главный. Данные действия были возможны, так как первые турниры проходили в закрытом формате, и публиковались позже, а не транслировались в прямых эфирах.
| №  |        |                              |      |                              |        | Способ       | Раунд (Время) |
|    |        | Главные бои                  |      |                              |        |              |               |
| 11 | 103 кг | Гаджи «Автомат» Наврузов     | поб. | Александр «Калаш» Калашников | 125 кг | Нокаутом     | 1 (0:30)      |
| 10 | 79 кг  | Валерий «Валера» Заботин     | поб. | Андрей «Ушу-мастер» Ефимов   | 74 кг  | Нокаутом     | 1 (1:24)      |
| 9  | 74 кг  | Михаил «Сивый» Долгополов    | поб. | Азамат «Ассасин» Мирзосаидов | 70 кг  | Решением     | 3             |
| 8* |        | Дауд «Стхански» Кельбиханов  | поб. | Максим «ВДВ» Фёдоров         |        | Решением     | 3             |
|    |        | Предварительные бои          |      |                              |        |              |               |
| 7  | 99 кг  | Рустам «Астероид» Мухитдинов | поб. | Тимур «Чича» Оболенцов       | 101 кг | Решением     | 3             |
| 6  | 73 кг  | Тимур «Золотой» Мусаев       | поб. | Иван «Бульдозер» Савин       | 73 кг  | Нокаутом     | 1 (0:29)      |
| 5* |        | Алексей «Алекс» Малышев      |      | Михаил Успенский             |        |              |               |
| 4  | 68 кг  | Давид «Лобан» Лобанов        | поб. | Явуз «Львиное Сердце» Кулиев | 61 кг  | Тех.нокаутом | 2 (0:29)      |
| 3  | 73 кг  | Николай «Чибис» Чибисов      | поб. | Влад «Витязь» Коломейцев     | 73 кг  | Тех.нокаутом | 2 (0:50)      |
| 2  | 72 кг  | Эмин «Шин» Алиев             | поб. | Александр «Тарас» Тарасов    | 79 кг  | Решением     | 3             |
| 1* | 83 кг  | Денис «Ураган» Дула          | поб. | Александр «Психолог»         | 80 кг  | Тех.нокаутом | 2             |

Звёздочкой отмечены неопубликованные на Ютуб канале бои.

Бонусы:
- «Бой вечера»: Михаил Долгополов — Азамат Мирзосаидов
- «Нокаут вечера»: Гаджи Наврузов — Александр Калашников
- «Лучший дебют»: Эмин Алиев — Александр Тарасов

### TDFC 4
29 июля 2020 года в Москве, в клубе Gazgolder прошёл наиболее масштабный на тот момент турнир организации Топ Дог. Компаньоном команды Top Dog стал Илья Семёнович Будянский, который поспособствовал усиленному развитию лиги и посодействовал в лицензировании промоушена от Федерации дзюдо России, и Top Dog FC стал легальной спортивной организацией.
В преддверии 4 номерного турнира впервые была проведена пресс конференция. В качестве нововведений было объявлено о введении весовых категорий, и чемпионском трофее в виде перстня. Было заявлено что файт-кард будет состоять из 20 поединков. Также был заявлен первый женский поединок. Главным генеральным спонсором стала другая букмекерская контора — 1xBet
По итогу состоялось 19 поединков, видео 17 из которых было опубликовано на официальном Ютуб-канале. В турнире приняли участие четверо бойцов команды URJ Team.
В главном бою вечера восходящий проспект лиги — Михаил «Сивый» Долгополов (2-0), победил по очкам звездного таджикского бойца — Чоршанбе «URJ» Чоршанбиева. Чоршанбиев много нарушал, дважды с него было снято по 1 баллу, а во втором раунде «Сивый» смог отправить оппонента в нокдаун. Несмотря на то что боец из Таджикистана уверенно забрал третий раунд, это не помогло ему одержать победу в бою.
| №  | Вес. категория         |                                     |       |                              | Способ        | Раунд (Время) |
|    |                        | Главные бои                         |       |                              |               |               |
| 19 | Полусредняя (до 77 кг) | Михаил «Сивый» Долгополов           | поб.  | Чоршанбе «Urj» Чоршанбиев    | Решением      | 3             |
| 18 | Полутяжёлая (до 94 кг) | Максим «ВДВ» Фёдоров                | поб.  | Шахбулат «Бесстрашный» Абуев | Тех.нокаутом  | 3 (1:11)      |
| 17 | Лёгкая (до 70 кг)      | Николай «Чибис» Чибисов             | поб.  | Андрей «Ушу-мастер» Ефимов   | Нокаутом      | 2 (1:14)      |
| 16 | Тяжёлая (свыше 94 кг)  | Гаджи «Автомат» Наврузов            | поб.  | Торнике «Толик» Мамукашвили  | Нокаутом      | 1 (0:51)      |
| 15 | Лёгкая (до 70 кг)      | Азамат «Ассасин» Мирзосаидов        | поб.  | Мурад «Хижняк» Ягубов        | Решением      | 3             |
| 14 | Лёгкая (до 70 кг)      | Алексей «Сушист» Мешков             | поб.  | Эмин «Шин» Алиев             | Решением      | 3             |
|    |                        | Предварительные бои                 |       |                              |               |               |
| 13 | Полутяжёлая (до 94 кг) | Рустам «Астероид» Мухитдинов        | поб.  | Андрей «Сазон» Сазонов       | Решением      | 3             |
| 12 | Средняя (до 85 кг)     | Валерий «Валера» Заботин            | поб.  | Багдат «Казах» Дюсембаев     | Тех. нокаутом | 2 (0:42)      |
| 11 | Полулёгкая (до 64 кг)  | Давид «Лобан» Лобанов               | ничья | Адам «Борз» Самбиев          | Решением      | 3             |
| 10 | Полулёгкая (до 64 кг)  | Тимур «Золотой» Мусаев              | поб.  | Денис «Честер» Затолочный    | Решением      | 3             |
| 9* | Полулёгкая (до 64 кг)  | Алишер «Памирский мотиватор» Якубов | поб.  | Александр Савицкий           | Решением      | 3             |
| 8  | Полулёгкая (до 64 кг)  | Екатерина Маркова                   | ничья | Екатерина Головатая          | Решением      | 3             |
| 7  | Полусредняя (до 77 кг) | Алексей «Мельник» Мельников         | поб.  | Адонис «Чёрная дыра» Оливио  | Нокаутом      | 1 (0:59)      |
| 6  | Средняя (до 85 кг)     | Андрей «Панда» Мешков               | поб.  | Денис «Отморозок» Пилипчук   | Решением      | 3             |
| 5  | Средняя (до 85 кг)     | Денис «Ураган» Дула                 | поб.  | Павел Кузин                  | Тех. нокаутом | 1 (1:32)      |
| 4  | Полулёгкая (до 64 кг)  | Офарид Назирбеков                   | поб.  | Явуз «Львиное сердце» Кулиев | Решением      | 2 (0:49)      |
| 3  | Полусредняя (до 77 кг) | Мустафа «Беспощадный» Шарифов       | поб.  | Мурад «Дедок» Арцулаев       | Решением      | 3             |
| 2  | Полулёгкая (до 64 кг)  | Искандар «Шеф-повар» Зияев          | поб.  | Фарзон «Фарик» Чулибаев      | Тех. нокаутом | 2 (0:35)      |
| 1* | Средняя (до 85 кг)     | Спартак Замякин                     | ничья | Афиг Ягубов                  | Решением      | 3             |

* — звёздочкой отмечены неопубликованные на Ютубе бои

Бонусы:
- «Бой вечера»: Андрей Ефимов — Николай Чибисов
- «Нокаут вечера»: Гаджи Наврузов — Торнике Мамукашвили
- «Лучший дебют»: Искандар Зияев — Фарзон Чулибаев
- «Техника вечера»: Тимур Мусаев — Денис Затолочный
- «Размен вечера»: Андрей Сазонов — Рустам Мухитдинов

### TDFC 5
К пятому номерному турниру была публично представлена официальная церемония взвешивания.
Турнир состоялся в более крупном Лофт-холле, чем предыдущие турниры — ROCKEFELLER'S HALL (Loft Hall #2, недалеко от Автозаводская (станция метро, Москва)). На турнире впервые был установлен большой экран, который показывал прямую трансляцию поединков крупным планом.
В главном бою, звезда промоушена, Гаджи Наврузов (3-0) победил по очкам дебютанта, Павла Шульского. Шульский стал первым бойцом, кто смог достоять до окончания поединка с Наврузовым, не проиграв досрочно. При этом Шульский был 4 раза в нокдаунах (в первых двух раундах), и сумел забрать третий раунд. Этот поединок стал первым в истории организации, который удостоился внесения в Зал Славы Top Dog.
12, 13 и 15 бои — звание претендента на перстень Top Dog в своих весовых категориях.
| №  | Вес      |                               |       |                                     | Способ       | Раунд (Время) |
|    |          | Главные бои                   |       |                                     |              |               |
| 17 | 94+ кг   | Гаджи «Автомат» Наврузов      | поб.  | Павел Шульский                      | Решением     | 3             |
| 16 | до 77 кг | Денис «Ураган» Дула           | поб.  | Валерий «Валера» Заботин            | Решением     | 3             |
| 15 | до 77 кг | Алексей «Сушист» Мешков       | поб.  | Николай «Чибис» Чибисов             | Решением     | 3             |
| 14 | до 94 кг | Максим «ВДВ» Фёдоров          | поб.  | Джангир «Джанго» Насибов            | Нокаутом     | 1 (1:06)      |
| 13 | до 64 кг | Искандар «Шеф-повар» Зияев    | поб.  | Адам «Борз» Самбиев                 | Тех.нокаутом | 1 (2:00)      |
| 12 | до 64 кг | Тимур «Мусаев» Золотой        | поб.  | Давид «Лобан» Лобанов               | Нокаутом     | 2 (1:49)      |
|    |          | Предварительные бои           |       |                                     |              |               |
| 11 | до 85 кг | Багдат «Казах» Дюсембаев      | поб.  | Павел Кузин                         | Нокаутом     | 2 (0:47)      |
| 10 | до 70 кг | Мустафа «Беспощадный» Шарифов | поб.  | Артур «Гром» Давыденко              | Решением     | 3             |
| 9  | до 64 кг | Михаил «Лусан» Сукиасян       | поб.  | Алишер «Памирский мотиватор» Якубов | Решением     | 3             |
| 8  | до 70 кг | Бовар «Гладиатор» Ханаков     | поб.  | Радор Пирмамадов                    | Нокаутом     | 2 (0:24)      |
| 7  | до 70 кг | Мурад «Дедок» Арцулаев        | поб.  | Алексей «Мельник» Мельников         | Решением     | 3             |
| 6  | До 55 кг | Полина Петухова               | ничья | Ольга Гурова                        | Решением     | 3             |
| 5  | до 77 кг | Денис Погодин                 | поб.  | Рамазан «Реактивный» Разаков        | Дисквал.     | 2 (1:03)      |
| 4  | до 70 кг | Владислав «Витязь» Коломийцев | поб.  | Никита Беляев                       | Решением     | 3             |
| 3  | до 77 кг | Влад «Беспрецедентный» Крылов | поб.  | Докка Гурмаев                       | Нокаутом     | 3 (0:32)      |
| 2  | до 85 кг | Андрей «Панда» Мешков         | поб.  | Александр «Тарас» Тарасов           | Нокаутом     | 2 (1:15)      |
| 1  | до 64 кг | Умар «Костолом» Муртазалиев   | поб.  | Алексей Новожилов                   | Тех.нокаутом | 2             |

«Бой вечера»: Гаджи Наврузов — Павел Шульский; Алексей Мешков — Николай Чибисов

«Нокаут вечера»: Максим Фёдоров — Джангир Насибов

«Лучший дебют»: Денис Погодин — Рамазан Разаков

Главный бой (Наврузов — Шульский) также включён в зал славы Top Dog и признан боем года в Top Dog

### TDFC 6
Главным нововведением турнира стало то что впервые велась прямая трансляция. В качестве платформы был выбран стриминговый сервис Twitch. Турнир состоял из 14 поединков, 8 из которых были показаны в прямом эфире.
В качестве площадки, впервые был выбран не Лофт, а полноценный дворец спорта — Большой купольный зал «Крылья Советов», с вместимостью около 1000 человек.
Два главных поединка — за звание претендента на перстень Top Dog, в своих весовых категориях. Первоначально турнир должен был возглавлять бой Михаила «Сивого» Долгополова (3-0), и родного брата «Панды» — Алексея «Сушиста» Мешкова (3-0), в бою, в котором должен был разыграться перстень чемпиона в весовой категории до 77 кг.
| №  | Весовая                                           |                                        |       |                                     | Способ       | Раунд (Время) |
|    |                                                   | Главные бои (велась прямая трансляция) |       |                                     |              |               |
| 14 | до 77 кг                                          | Михаил «Сивый» Долгополов              | поб.  | Андрей «Панда» Мешков               | Решением     | 3             |
| 13 | до 94 кг                                          | Багдат «Казах» Дюсембаев               | поб.  | Рустам «Астероид» Мухитдинов        | Решением     | 3             |
| 12 | 94+ кг                                            | Герман «Отличник» Скобенко             | ничья | Ислам «Якудза» Вагабов              | Решением     | 3             |
| 11 | до 77 кг                                          | Заур Исаев                             | поб.  | Григорий Воробьёв                   | Тех.нокаутом | 1 (0:31)      |
| 10 | до 70 кг                                          | Георгий «Тренер» Элоян                 | поб.  | Артур «Гром» Давыденко              | Тех.нокаутом | 3 (0:53)      |
| 9  | до 59                                             | Оксана Мараховская                     | поб.  | Екатерина Головатая                 | Решением     | 3             |
| 8  | до 64 кг                                          | Гази «Зохан» Газимагомедов             | поб.  | Майк «Вооружённый» Стиценко         | Решением     | 3             |
| 7  | до 64 кг                                          | Рамазан «Камазист» Муртазалиев         | поб.  | Фарзон «Фарик» Чулибаев             | Решением     | 3             |
|    | Предварительные бои (прямая трансляция не велась) |                                        |       |                                     |              |               |
| 6  | до 70 кг                                          | Алексей «Мельник» Мельников            | поб.  | Магомед Абдурахманов                | Решением     | 3             |
| 5  | до 70 кг                                          | Шахзодмирзо «Шах» Салахидинов          | поб.  | Андрей «Веном» Борисов              | Решением     | 3             |
| 4  | до 64 кг                                          | Валерий «Орёл» Особов                  | поб.  | Алексей «No Love» Чабанов           | Тех.нокаутом | 1 (1:39)      |
| 3  | до 94 кг                                          | Отабек Жураев                          | поб.  | Джангир Насибов                     | Решением     | 3             |
| 2  | до 77 кг                                          | Михаил «Черкес» Авакян                 | поб.  | Владислав Чернышов                  | Тех.нокаутом | 2 (1:13)      |
| 1  | до 64 кг                                          | Анис «Охотник» Чилаев                  | поб.  | Алишер «Памирский мотиватор» Якубов | Нокаутом     | 2 (1:19)      |
|    |                                                   | Отменённые бои                         |       |                                     |              |               |
|    | до 77 кг                                          | Михаил «Сивый» Долгополов              |       | Алексей «Сушист» Мешков             |              |               |

«Лучший дебют»: Майк Стиценко — Гази Газимагомедов

## Турниры в 2021 году

### TDFC 7
Седьмой номерной турнир кулачной спортивной лиги Top Dog, прошедший 11 февраля 2021 года в Большом купольном зале Дворца Спорта «Крылья Советов», Москва, Россия. В данном бою был разыгран титул первого чемпиона организации, в котором Искандар Зияев победил Тимура Мусаева, и стал первым обладателем чемпионского перстня.
Турнир состоял из 19 поединков. 10 из которых вошли в прямую трансляцию, а 8 из 9 боёв предварительного карда позже были опубликованы на официальном ютуб канале.
В главном поединке состоялся первый бой организации Top Dog FC, в которой разыгрывался главный чемпионский трофей — золотой перстень чемпиона Топ Дог. Поединок двух непобеждённых бойцов полулёгкой весовой категории (с лимитом до 64 кг) Тимура Мусаева (3-0) и Искандара Зияева (2-0), продлился всего 30 секунд. От пропущенного удара, «Золотой» упал, и после падения, Искандар нанёс ещё один удар в область правого глаза Тимуру. После поединка Зияев указал на то что был запрещённый удар.
| Чемпионский бой (5 раундов) | Рейтинговый бой (3 раунда) |

| №  | Весовая  |                                                          |       |                                | Способ        | Раунд (Время) |
|    |          | Главные бои (велась прямая трансляция)                   |       |                                |               |               |
| 19 | до 64 кг | Искандар «Шеф-повар» Зияев                               | поб.  | Тимур «Золотой» Мусаев         | Нокаутом      | 1 (0:31)      |
| 18 | до 85 кг | Максим «ВДВ» Фёдоров                                     | поб.  | Багдат «Казах» Дюсембаев       | Решением      | 3             |
| 17 | до 70 кг | Николай «Чибис» Чибисов                                  | поб.  | Дмитрий «Анубис» Кузнецов      | Тех. нокаутом | 2 (0:32)      |
| 16 | 94+ кг   | Гаджи «Автомат» Наврузов                                 | поб.  | Сергей «Зубр» Алексеевич       | Нокаутом      | 2 (0:54)      |
| 15 | 94+ кг   | Павел Шульский                                           | поб.  | Герман «Отличник» Скобенко     | Решением      | 3             |
|    |          | Предварительные бои (велась прямая трансляция)           |       |                                |               |               |
| 14 | до 64 кг | Михаил «Лусан» Сукиасян                                  | поб.  | Валерий «Орёл» Особов          | Нокаутом      | 3 (1:55)      |
| 13 | до 70 кг | Бовар «Гладиатор» Ханаков                                | поб.  | Мурад «Дедок» Арцулаев         | Решением      | 3             |
| 12 | до 70 кг | Мустафа «Беспощадный» Шарифов                            | поб.  | Георгий «Тренер» Алоян         | Решением      | 3             |
| 11 | до 59 кг | Екатерина Макарова                                       | поб.  | Оксана Мараховская             | Решением      | 3             |
| 10 | до 77 кг | Юрий «Ассириец» Рябой                                    | поб.  | Влад «Беспрецедентный» Крылов  | Нокаутом      | 1 (1:58)      |
|    |          | Ранние предварительные бои (прямая трансляция не велась) |       |                                |               |               |
| 9  | до 85 кг | Наим «Самурай» Давудов                                   | поб.  | Шамиль Баширов                 | Тех.нокаутом  | 3 (0:36)      |
| 8  | до 85 кг | Тимур «Доктор» Акаимов                                   | поб.  | Сыдыкъ Дерман                  | Нокаутом      | 1 (0:24)      |
| 7  | до 77 кг | Махмуд «Шахматист» Мусалов                               | поб.  | Ислам «Абрек» Хамхоев          | Решением      | 3             |
| 6  | до 77 кг | Абубасир «Барс» Шахвердиев                               | ничья | Адильжан «Адос» Сандибеков     | Решением      | 3             |
| 5  | до 64 кг | Анис «Охотник» Чилаев                                    | поб.  | Рамазан «Камазист» Муртазалиев | Решением      | 3             |
| 4  | до 64 кг | Николай «Ebosher» Терехов                                | поб.  | Адам «Борз» Самбиев            | Решением      | 3             |
| 3  | до 77 кг | Максим «Максимус» Фомичёв                                | поб.  | Денис Щегольков                | Нокаутом      | 1             |
| 2  | до 70 кг | Владислав «Палач» Сурков                                 | поб.  | Владислав «Витязь» Коломийцев  | Нокаутом      | 2 (1:47)      |
| 1  | до 64 кг | Иван «Охранник» Мошкарёв                                 | поб.  | Якин «TJ» Мукадамшоев          | Решением      | 3             |
|    |          | Отменённые бои                                           |       |                                |               |               |
|    | до 77 кг | Адилжан «Адос» Сандибеков                                |       | Валерий «Перш» Выгонский       |               |               |
|    | 94+ кг   | Артуш Саркисян                                           |       | Данил Кузнецов                 |               |               |
|    | 94+ кг   | Богдан Гревцов                                           |       | Максим «Литва» Литвинец        |               |               |

Бонусы:
- «Бой вечера»: Валерий Особов — Михаил Сукиасян
- «Нокаут вечера»: Тимур Акаимов — Сыдыкъ Дерман
- «Лучший дебют»: Шамиль Баширов — Наим Давудов

По окончании турнира команда Тимура Зияева подала апелляцию на судейское решение. При апелляции судейская коллегия не выявила значимых нарушений в запрещённом ударе Зияева, и судейский вердикт остался без изменения. Помимо этого Топ Дог выпустила заявление что отныне бойцы команды 100BRO (команда к которой относится Тимур Мусаев) больше не могут приводить на турниры своих друзей, а разрешены лишь секунданты в количестве не более трёх человек.
Помимо разбора поединка «Шеф-повар - Золотой», судейская коллегия решила разобрать и поединок «ВДВ - Казах», хотя апелляции от Дюсембаева не поступало. По итогу, судейская бригада ещё с большей уверенностью определила победу Максима «ВДВ» Фёдорова. После турнира «Казах» заявил что покидает лигу Топ Дог, и далее продолжит карьеру в смешанных единоборствах.
В конце апреля стало известно, что после турнира, Екатерина Макарова подписала контракт с самой известной мировой кулачной лигой Bare Knuckle Fighting Championship.

### TDFC 8
Top Dog Fighting Championship 8 — Восьмой номерной турнир кулачной спортивной лиги Top Dog, прошедший 16 апреля 2021 года в Большом купольном зале Дворца Спорта «Крылья Советов», Москва, Россия.
10 апреля вышел официальный тизер и анонс 8-го турнира Top Dog. 13 апреля 2021 года, за 3 дня до турнира, вышло видео с официальной пресс конференцией 8-го номерного турнира. Главным анонсом данного события стал не сколько анонсированный бой Тимура Мусаева с Дмитрием Кузнецовым, как анонс и подписание контракта на бой между основателем лиги Топ Дог, Данилом Алеевым, и его несостоявшимся соперником, Артёмом Тарасовым, поединок между которыми обговаривался более года. Данный бой был анонсирован на 10-й номерной турнир, который к моменту подписания контракта предполагался на июнь-июль 2021 года.
Дмитрий «Анубис» Кузнецов провалил взвешивание, и должен был быть оштрафован на 30% гонорара, но Тимур «Золотой» Мусаев согласился на штраф в 10%, но после поединка заявил что деньги пойдут не в его пользу, а на благотворительность. Кузнецов показал перевес в 3 кг.
В первом раунде главного боя «Золотой» был эффективнее, и случился эпизод в котором он потряс соперника, но Кузнецов сумел устоять на ногах, и не упал на настил. Хотя после удара, Золотой даже отошёл в сторону, предполагая что будет нокдаун, и судья сам укажет ему отойти пока идёт отсчёт. Второй раунд вышел самым близким и сложным для подсчётов. В третьем было убедительное преимущество Анубиса, и он часто «проваливал» «Золотого», и Мусаев часто срывал атаки соперника падениями. Обошлось устными предупреждениями, и раунд ушёл в копилку Кузнецова со стандартным счётом 10:9. Первоначальный вердикт судей стал объявлением победы раздельным решением судей Тимура Мусаева. Дмитрий Кузнецов с решением не спорил.
| №  | Вес      |                                                          |        |                                     | Способ       | Раунд (Время) |
|    |          | Главные бои (велась прямая трансляция)                   |        |                                     |              |               |
| 15 | до 67 кг | Дмитрий «Анубис» Кузнецов                                | ничья* | Тимур «Золотой» Мусаев              | Решением     | 3             |
| 14 | до 85 кг | Валерий «Валера» Заботин                                 | поб.   | Михаил «Черкес» Авакян              | Решением     | 3             |
| 13 | 94+ кг   | Павел Шульский                                           | поб.   | Максим «Литва» Литвинец             | Нокаутом     | 1 (1:03)      |
| 12 | до 94 кг | Рустам «Астероид» Мухитдинов                             | поб.   | Антон «Харон» Шипачёв               | Нокаутом     | 2 (0:41)      |
|    |          | Предварительные бои (велась прямая трансляция)           |        |                                     |              |               |
| 11 | 94+ кг   | Герман «Отличник» Скобенко                               | поб.   | Олег Бородин                        | Тех.нокаутом | 3 (2:50)      |
| 10 | до 77 кг | Адильжан «Адос» Сандибеков                               | поб.   | Юрий «Ассириец» Рябой               | Решением     | 3             |
| 9  | до 70 кг | Алексей «Мельник» Мельников                              | поб.   | Владислав «Палач» Сурков            | Нокаутом     | 3 (1:57)      |
| 8  | до 64 кг | Майк «Вооружённый» Стиценко                              | ничья  | Арут «Молодой» Хачатрян             | Решением     | 3             |
| 7  | до 70 кг | Даник «Веснёнок» Весненок                                | поб.   | Данила «Мастер» Утенков             | Решением     | 3             |
| 6  | 94+ кг   | Евгений «13-й воин» Ганин                                | поб.   | Герман «Голландец» Ванденвин        | Нокаутом     | 1 (1:14)      |
|    |          | Ранние предварительные бои (прямая трансляция не велась) |        |                                     |              |               |
| 5  | до 64 кг | Фарзон «Фарик» Чулибаев                                  | поб.   | Алишер «Памирский мотиватор» Якубов | Решением     | 3             |
| 4  | до 77 кг | Махмуд «Шахматист» Мусалов                               | поб.   | Максим «Смирный» Смирнов            | Нокаутом     | 3 (0:25)      |
| 3  | до 70 кг | Иса «Тандовский» Исаев                                   | поб.   | Андрей Василиади                    | Решением     | 3             |
| 2  | до 70 кг | Камал «Камикадзе» Гасанов                                | поб.   | Эдем «Джон» Зейралиев               | Решением     | 3             |
| 1  | до 70 кг | Алисафа Мардалиев                                        | поб.   | Валерий Шевырёв                     | Решением     | 3             |

- Первоначальный судейский вердикт поединка Кузнецова и Мусаев — победа Мусева раздельным решением. Позже результат был пересмотрен и изменён.

Бонусы:
- «За зрелищный бой»: Даник Весненок (100 тыс. рублей. Бонус от титульного спонсора Pin-Up.ru)
- «За зрелищный бой»: Майк Стиценко — Арут Хачатрян (100 тыс. рублей. (по 50 тыс. каждому) Бонус от титульного спонсора Pin-Up.ru)
- «Самый яркий боец»: Павел Шульский (100 тыс. рублей. Бонус от спонсора Волгограднефтемаш)
- «Бой вечера»: Майк Стиценко — Арут Хачатрян

После объявления результат главного поединка, большинство зрителей и поклонников кулачных боёв остались недовольны вердиктом. В официальном видео поединка, выпущенном на Ютуб канале Топ Дог, 22 апреля 2021 года, в конце видео было объявление что Топ Дог оставляет за собой право пересматривать спорные судейские решения, и была продемонстрирована карточка главного судьи Топ Дога, Сиденко Дениса Анатольевича, в котором был показан разбор всех раундов по ударам, и судейский вердикт был изменён на ничью.

### TDFC 9
Top Dog Fighting Championship 9 — Девятый номерной турнир кулачной спортивной лиги Top Dog, прошедший 25 июня 2021 года в Большом купольном зале дворца спорта «Крылья Советов», Москва, Россия. В данном турнире были разыграны два чемпионских перстня. Чемпионом в лёгком весе (до 70 кг) стал Мустафа «Беспощадный» Шарифов, а чемпионом в среднем весе (до 85 кг) стал Максим «ВДВ» Фёдоров.
Перед турниром несколько раз менялся главный титульный спонсор. Ещё на постах до начала июня 2021 года числился pin-up.ru, в начале июня 1X ставка, а уже с 9 июня — Olimpbet.
24 июня 2021 года, за день до турнира, на официальном ютуб канале был представлен документальный фильм «Ореол», выпущенный к предстоящему турниру.
В главном бою андеркарда, встретились бойцы № 3 украинец Бовар «Гладиатор» Ханаков (2-0) и № 4 россиянин Николай «Чибис» Чибисов (4-1) рейтинга лёгкого веса, в бою за право определить первого претендента на титул чемпиона в лёгком весе (до 70 кг), перстень которого разыграли в этом же ивенте в главном бою вечера. Уже ко второму раунду бойцы были оба окровавлены, но чаша весов склонилась в пользу российского бойца. В третьем раунде продолжался бескомпромиссный размен ударами, который чередовался приостановками раунда для того чтоб вытирать кровь с лиц бойцов. Третий раунд вышел довольно близким и конкурентным, но по итогам трёх раундов победу одержал Николай Чибисов. После боя, впервые в истории организации каждому из бойцов был отдельно вручён денежный бонус в размере по 100 тыс. рублей, и было объявлено что поединок входит в Зал Славы Топ Дог (2-й бой в истории, после поединка «Гаджи—Шульский», за 9 турниров).
По завершении турнира, менеджер Дениса Урагана обратился к главному судье, и 26 июня была подана апелляция на судейский вердикт поединка Дениса Дулы и Максима Фёдорова. Главный судья (Денис Анатолиевич Сиденко) заявил что рассмотрение начнётся после внесения суммы в 1000 $, так как рассмотрение апелляции — платное. На следующий день, 27 июня 2021 года, Денис «Ураган» Дула в своём инстаграм аккаунте объявил что апелляция подана не будет, не желая платить деньги за пересмотр судейского решения. Денис Дула также заявил что открыт для реванша с Максимом «ВДВ» Фёдоровым.
В июле 2021 года, Гаджи Автомат Наврузов объявил о своём уходе из кулачной лиги Top Dog.
| Чемпионский бой (5 раундов) | Рейтинговый бой (3 раунда) |

| №  | Вес      |                                                          |    |      |                             |    | Способ       | Раунд (Время) |
|    |          | Главные бои (Велась прямая трансляция)                   |    |      |                             |    |              |               |
| 14 | до 70 кг | Мустафа «Беспощадный» Шарифов                            | #1 | поб. | Алексей «Мельник» Мельников | #2 | Решением     | 5             |
| 13 | до 85 кг | Максим «ВДВ» Фёдоров                                     | #1 | поб. | Денис «Ураган» Дула         | #2 | Решением     | 5             |
| 12 | до 70 кг | Николай «Чибис» Чибисов                                  | #4 | поб. | Бовар «Гладиатор» Ханаков   | #3 | Решением     | 3             |
| 11 | до 64 кг | Анис «Охотник» Чилаев                                    | #1 | поб. | Гази «Зохан» Газимагомедов  | #4 | Решением     | 3             |
|    |          | Предварительные бои (Велась прямая трансляция)           |    |      |                             |    |              |               |
| 10 | до 70 кг | Мурад «Дедок» Арцулаев                                   |    | поб. | Андрей «Веном» Борисов      |    | Решением     | 3             |
| 9  | до 77 кг | Владислав «Орловский бриллиант» Туйнов                   |    | поб. | Махмуд «Шахматист» Мусалов  |    | Нокаутом     | 2 (0:33)      |
| 8  | до 64 кг | Валерий «Орёл» Особов                                    | #5 | поб. | Якин «TJ» Мукадашмоев       |    | Решением     | 3             |
| 7  | до 64 кг | Майк «Вооружённый» Стиценко                              | #9 | поб. | Матвей «Южный» Тикиджиев    |    | Тех.нокаутом | 2 (0:10)      |
| 6  | до 85 кг | Наим «Самурай» Давудов                                   |    | поб. | Антон «Харон» Шипачёв       |    | Нокаутом     | 1 (1:36)      |
|    |          | Ранние предварительные бои (Прямая трансляция не велась) |    |      |                             |    |              |               |
| 5  | до 94 кг | Сергей Макаров                                           |    | поб. | Сергей «Зубр» Алексеевич    |    | Нокаутом     | 2 (1:56)      |
| 4  | до 94 кг | Марсель Ханов                                            |    | поб. | Шухрат Юлдашев              |    | Тех.нокаутом | 2             |
| 3  | до 94 кг | Владислав «IZ» Ромащенко                                 |    | поб. | Максим «Тхэквандо» Сечкин   |    | Тех.нокаутом | 1 (1:38)      |
| 2  | до 64 кг | Умар «Костолом» Муртазалиев                              |    | поб. | Николай «Ebosher» Терехов   |    | Решением     | 3             |
| 1  | до 70 кг | Андрей Василиади                                         |    |      | Виталий Деревягин           |    |              | 3             |

Бонусы:
- «Бой вечера»: Николай «Чибис» Чибисов — Бовар «Гладиатор» Ханаков. По 100 000 рублей каждому от титульного спонсора OlimpBet
- «Нокаут вечера»: Наим «Самурай» Давудов (за нокаут в бою с Антоном «Хароном» Шипачёвым) 100 000 рублей от титульного спонсора OlimpBet[128]
- «За зрелищный бой»: Валерий «Орёл» Особов (за бой с Якином «TJ» Мукадамшоевым 100 000 рублей от титульного спонсора OlimpBet

### TDFC X
Top Dog Fighting Championship X — Десятый, (юбилейный) турнир кулачной спортивной лиги Top Dog, прошедший 24 сентября 2021 года в БКЗ «Крылья Советов», Москва, Россия. В данном турнире было внедрено несколько нововведений как для российской, так и для мировой индустрии кулачного вида спорта. В главном бою турнира российский боец Вячеслав «Рыжий Тарзан» Дацик нокаутировал в пером раунде британца Рэнди «K.O. Kofi King» Рэндайна. Главный бой стал первым в организации, который прошёл не на голых кулаках, а в 4-х унцевых ММА-перчатках.
16 августа 2021 года вышла пресс-конференция к предстоящему 10-му турниру. Главным боем турнира был анонсирован претендентский бой в среднем весе (с весовым лимитом до 85 кг) между Рустамом «Астероидом» Мухитдиновым (3-2) и Наимом «Самураем» Давудовым (2-0) Всего на турнир было заявлено 15 поединков, 10 из которых должны были пройти в прямом эфире. В вечер турнира произошла большая задержка, но команда Топ Дог ещё несколько часов пыталась договориться с представителями властей о проведении турнира. Договорённость достигнута не была, что по итогу вылилось в отмену турнира по постановлению Роспотребнадзора.

По итогу 10-й турнир был перенесён на дату, которая изначально была зарезервирована на 11-й турнир. Во избежание повторения инцидента с отменой турнира Top Dog 10, лига решила юбилейный турнир провести в закрытом режиме, и билеты на турнир TDFC X не продавались. Кард турнира по количеству боёв стал рекордным, и состоял из 19 поединков. 4 главных противостояния прошли в сетке эфирного телеканала РЕН-ТВ. Изначально анонсировалось что на телевидении пройдут 5 поединков, но по итогу в финальный кард вошли 4 боя. 9 основных поединков прошли также в прямом эфире, но в России их транслировал стриминговый сервис Wink, от компании Ростелеком. Заграницей поддержку вещания осуществляли сервисы Megogo и Qsport.
В основном карде состоялись два поединка между бойцами Top Dog, и бойцами украинской лиги Mahatch. Оба представителя Топ Дога одержали уверенные досрочные победы над гостями из Украины. Денис Погодин (1-0) нокаутировал в третьем раунде Евгения «Шопена» Композитора, рекорд которого в Махаче составлял 2-1. Владислав «Орловский Бриллиант» Туйнов (1-0) нокаутировал во втором раунде Виталия Коваленко, который имел рекорд до их встречи 3-0.
5 поединков турнира прошли не по классическим правилам боёв на голых кулаках, а по правилам кикбоксинга на голых кулаках и ногах. В главном из поединков по новым правилам, Сергей «Кратос» Калинин нокаутировал в первом раунде Владимира «Мясника» Морозова.
- Top Dog FC стала перовой кулачной лигой с России и постсоветского пространства, турнир которой был показан в прямом эфире на одном из федеральных каналов телевидения. Четыре боя главного карда вошли в сетку вещания российского канала РЕН ТВ[133][134][135].
- Топ Дог первой ввела в свой промоушен дисциплину которая подразумевает бои не только на голых кулаках, но и ногах. Эквивалент кикбоксингу был именован как Top Dog RAGE. (В последствии дисциплина не получила развития в самой лиге, и была создана отдельная организация по кикбоксингу — Rage Arena, не имеющая отношение к бренду Top Dog.)
- Top Dog FC стала первой кулачной лигой, которая провела совместный турнир с другой кулачной лигой. Ею стала украинская кулачная организация Mahatch FC. Два поединка были проведены между участниками разных лиг[136].

| Бой на голых кулаках | Бой в перчатках | Бой на голых кулаках и ногах (Top Dog RAGE) | Бой на голых кулаках между бойцами лиг Top Dog и Mahatch |

| №  | Весовая категория      |                                                   |     |      |                                      |    | Способ       | Раунд (Время) |
|    |                        | Главные бои (РЕН ТВ)                              |     |      |                                      |    |              |               |
| 19 | Тяжёлая (свыше 94 кг)  | Вячеслав «Рыжий Тарзан» Дацик                     |     | поб. | Рэнди «K.O.Kofi King» Рэндайн        |    | Нокаутом     | 1 (0:57)      |
| 18 | Тяжёлая (свыше 94 кг)  | Павел Шульский                                    |     | поб. | Игорь Вильчицкий                     |    | Решением     | 3             |
| 17 | Средняя (до 85 кг)     | Наим «Самурай» Давудов                            |     | поб. | Рустам «Астероид» Мухитдинов         |    | Решением     | 3             |
| 16 | Полусредняя (до 77 кг) | Валерий «Валера» Заботин                          |     | поб. | Адильжан «Адос» Сандибеков           |    | Решением     | 3             |
|    |                        | Основные бои (Wink, Megogo, Qsport)               |     |      |                                      |    |              |               |
| 15 | Полусредняя (до 77 кг) | Владислав Туйнов (Top Dog)                        |     | поб. | Виталий Коваленко (Mahatch)          |    | Нокаутом     | 2 (1:22)      |
| 14 | Лёгкая (до 70 кг)      | Алексей Мельник Мельников                         | #2  | поб. | Даник Весненок                       | #6 | Решением     | 3             |
| 13 | Полусредняя (до 77 кг) | Денис Погодин (Top Dog)                           |     | поб. | Евгений «Композитор» Шопен (Mahatch) |    | Нокаутом     | 3 (0:35)      |
| 12 | Полутяжёлая (до 94 кг) | Марсель Ханов                                     |     | поб. | Владислав «IZ» Ромащенко             |    | Нокаутом     | 2 (0:42)      |
| 11 | Средняя (до 85 кг)     | Сергей «Кратос» Калинин                           |     | поб. | Владимир «Мясник» Морозов            |    | Нокаутом     | 1 (1:16)      |
| 10 | Лёгкая (до 70 кг)      | Иса «Тандовский» Исаев                            | #5  | поб. | Камал «Камикадзе» Гасанов            | #7 | Решением     | 3             |
| 9  | Полулёгкая (до 64 кг)  | Николай «Ebosher» Терехов                         | #8  | поб. | Матвей «Южный» Тикиджиев             |    | Решением     | 3             |
| 8  | Лёгкая (до 70 кг)      | Денис «Пакмэн» Потёмкин                           |     | поб. | Ярослав Кярненян                     |    | Нокаутом     | 1 (0:21)      |
| 7  | Полулёгкая (до 64 кг)  | Арут «Молодой» Хачатрян                           | #10 | поб. | Иван «Охранник» Мошкарёв             | #7 | Решением     | 3             |
|    |                        | Предварительные бои (Прямая трансляция не велась) |     |      |                                      |    |              |               |
| 6  | Полутяжёлая (до 94 кг) | Сергей Макаров                                    |     | поб. | Григорий «Геркулес» Мороз            |    | Тех.нокаутом | 3 (0:35)      |
| 5  | Лёгкая (до 70 кг)      | Валентин Рыбалко                                  |     | поб. | Руфат «Чёрный лев» Ахмедов           |    | Нокаутом     | 2 (0:35)      |
| 4  | Полулёгкая (до 64 кг)  | Хаваж Олигов                                      |     | поб. | Азат «Профессор» Шуитбаев            |    | Дисквал.     | 3 (1:54)      |
| 3  | Легчайшая              | Шариф «Бисмач» Шарипов                            |     | поб. | Вадим «Часик» Часовских              |    | Решением     | 3             |
| 2  | Полулёгкая (до 64 кг)  | Теймур «Гази» Алиев                               |     | поб. | Валерий «Берсерк» Шевырёв            |    | Решением     | 3             |
| 1  | Средняя (до 85 кг)     | Наби «Ганнибал» Гаджиев                           |     | поб. | Андрей Етумян                        |    | Решением     | 3             |

Бонусы:
- «Нокаут вечера»: Марсель Ханов (за нокаут в бою с Владиславом «IZ» Ромащенко) 100 000 рублей от титульного спонсора OlimpBet
- «За зрелищный бой»: Сергей «Кратос» Калинин (за нокаут в бою с Владимиром «Мясником» Морозовым) 100 000 рублей от титульного спонсора OlimpBet
- «За зрелищный бой»: Денис Погодин (за бой с Евгением «Композитором» Шопеном) 100 000 рублей от титульного спонсора OlimpBet
- «За зрелищный бой»: Владислав «Орловский бриллиант» Туйнов (за бой с Виталием Коваленко) 100 000 рублей от титульного спонсора OlimpBet
- «За зрелищный бой»: Николай Терехов (за бой с Матвеем «Южным» Тикиджиевым) 100 000 рублей от спонсора Тинькофф Банк

### Top Dog: Prospect
26 ноября 2021 года, впервые состоялся турнир организации в новом формате — все поединки проходили в 4-унцевых перчатках для смешанных единоборств. Ринг круглой формы, но не из сена, а из мягких матов. Данный формат турниров был заявлен как возможность почувствовать вновь себя в ринге после простоя, или заявить о себе новым бойцам. В первом турнире «Проспекта» состоялось 7 поединков, которые прошли в закрытом формате. Технически первым боем по данным правилам, был главный бой предыдущего турнира (Kofi King vs. Дацик). Турнир прошёл в зале клуба Топ Дог (ул. Академика Королева, 13 строение 4, Москва, Россия, 129515, возле станции метро ВДНХ)
Весовые категории в турнирах данного типа были договорные, а рекорд за бои не шёл в основную статистику боёв на голых кулаках.
| №  |         |                            |       |                                 |       | Способ   | Раунд (Время) |
| 7  | 64,1 кг | Валерий «Орёл» Особов      | поб.  | Никита Севостьянов              | 62 кг | Решением | 3             |
| 6  | 87 кг   | Махмуд «Шахматист» Мусалов | поб.  | Артём Гаврилов                  | 87 кг | Нокаутом | 1 (1:30)      |
| 5  | 80 кг   | Денис «Ураган» Дула        | поб.  | Рустам Ходжаев                  | 80 кг | Решением | 3             |
| 4  | 83 кг   | Денис «Отморозок» Пилипчук | ничья | Джамалейл Беков                 | 82 кг | Решением | 3             |
| 3* | 63,8 кг | Хаваж Олигов               | поб.  | Пхаитоон «Джоуи» Бробахти       | 65 кг | Нокаутом | 1 (0:30)      |
| 2  | 70 кг   | Владислав Жданов           | поб.  | Николай «Колин Варвар» Горбунов | 70 кг | Решением | 3             |
| 1  | 70 кг   | Евгений «Шиша» Шишков      | поб.  | Андрей «Белый» Акимов           | 72 кг | Решением | 3             |

- Поединок Олигова и Бробахти прошёл по правилам RAGE (кикбоксинг в ММА-перчатках)

### TDFC 11
20 ноября 2021 года должен был состоятся первый заграничный турнир организации Top Dog. Локацией был выбран город Нур-Султан (ныне Астана), в Казахстане, а ареной — Jekpe-Jek. Позже мероприятие перенесли на 27 ноября в другой казахстанский город — Алма-Ата. 21 ноября было объявлено что турнир отменяется, в связи с неурегулированием организации с местными органами управления и препятствиями связанных с ковидными ограничениями.
23 ноября Федерацией бокса России была проведена пресс-конференция, на которой было объявлено о признании кулачных боёв спортивной дисциплиной, и с 1 декабря 2021 года соревнования по кулачным боям будут проводиться под эгидой Федерации бокса России.
17 декабря 2021 года состоялся 11 номерной турнир кулачной лиги Топ Дог. В главном бою которого Наим «Самурай» Давудов нокаутировал Максима «ВДВ» Фёдорова, и стал новым чемпионов в среднем весе (с лимитом до 85 кг).
| Чемпионский бой (5 раундов) | Рейтинговый бой (3 раунда) |

| №  | Весовая  |                                                   |      |                            | Способ   | Раунд (Время) |
|    |          | Главные бои (велась прямая трансляция)            |      |                            |          |               |
| 14 | до 85 кг | Наим «Самурай» Давудов                            | поб. | Максим «ВДВ» Фёдоров       | Нокаутом | 1 (1:12)      |
| 13 | до 70 кг | Мурад «Дедок» Арцулаев                            | поб. | Дмитрий «Анубис» Кузнецов  | Решением | 3             |
| 12 | до 85 кг | Сергей «Кратос» Калинин                           | поб. | Тимур «Доктор» Акаимов     | Нокаутом | 2 (1:07)      |
| 11 | до 94 кг | Сергей Макаров                                    | поб. | Марсель Ханов              | Решением | 3             |
| 10 | до 70 кг | Иса «Тандовский» Исаев                            | поб. | Ахмет Матиев               | Решением | 3             |
| 9  | 94+ кг   | Максим «Литва» Литвинец                           | поб. | Артём «Большой» Греков     | Нокаутом | 1 (0:43)      |
| 8  | 94+ кг   | Евгений «13 воин» Ганин                           | поб. | Размик «Фидаин» Галстян    | Нокаутом | 1 (1:00)      |
| 7  | до 64 кг | Аянчы «Шаман» Байыр-оол                           | поб. | Арут «Молодой» Хачатрян    | Решением | 3             |
| 6  | до 85 кг | Суламбек «Алый зверь» Шахгириев                   | поб. | Владислав «Мидас» Кошель   | Нокаутом | 1 (1:48)      |
| 5  | до 59 кг | Хаваж Олигов                                      | поб. | Никита Севостьянов         | Нокаутом | 1 (0:59)      |
|    |          | Предварительные бои (прямая трансляция не велась) |      |                            |          |               |
| 4  | 94+ кг   | Эмин «Немой» Рахиб                                | поб  | Эльвин «Жиган» Зульфигарлы | Нокаутом | 1 (0:46)      |
| 3  | до 85 кг | Александр Деревянко                               | поб. | Георгий Клим               | Решением | 3             |
| 2  | до 85 кг | Александр «Север» Северин                         | поб. | Назим Ярмагомедов          | Нокаутом | 2 (1:05)      |
| 1  | до 77 кг | Геннадий Шумаров                                  | поб. | Максим «Максбет» Сирота    |          |               |

- Поединок Аянчы «Шамана» Байыр-Оола и Арута «Молодого» Хачатряна был внесён в зал славы организации Топ Дог (третий бой после «Гаджи vs. Шульский» и «Чибис vs. Бовар»)[138].

## Награды
18 мая 2022 года на официальном Ютуб канале вышла пресс-конференция посвящённая предстоящему турниру Top Dog 14, в конце которой впервые были представлены к награждению бойцы года. К награждению за заслуги 2021 года бойцы организации Топ Дог были представлены 4 номинации и вручено 4 перстня. Перстни года получили следующие бойцы:
- Дебют года (перстень огонь Прометея) — Владислав «Орловский Бриллиант» Туйнов
- Нокаут года (перстень Морфея) — Марсель Ханов (за нокаут в бою с Владиславом «IZ» Ромащенко)
- Бой года (перстень с неозвученным наименованием) — Николай «Чибис» Чибисов за бой с Боваром «Гладиатором» Ханаковым (перстень был вручён только Чибисову, так как к моменту награждения, Ханаков покинул лигу Top Dog в связи с полномасштабным вторжением РФ на Украину)
- Боец года (перстень Геракла) — Сергей «Кратос» Калинин

## Рейтинги
Рейтинги, обновлённые к концу 2021 года (Были представлены рейтинги 3 весовых категорий)
| Полулёгкий вес (до 64 кг) | Полулёгкий вес (до 64 кг)           | Лёгкий вес (до 70 кг) | Лёгкий вес (до 70 кг)             | Средний вес (до 85 кг) | Средний вес (до 85 кг)                |
| ------------------------- | ----------------------------------- | --------------------- | --------------------------------- | ---------------------- | ------------------------------------- |
| Ч                         | Искандар «Шеф-повар» Зияев (3-0)    | Ч                     | Мустафа Шарифов (4-0)             | Ч                      | Наим «Самурай» Давудов (4-0)          |
|                           |                                     |                       |                                   |                        |                                       |
| 1                         | Анис «Охотник» Чилаев (3-0)         | 1                     | Николай «Чибис» Чибисов (5-1)     | 1                      | Максим «ВДВ» Фёдоров (5-2)            |
| 2                         | Михаил «Лусан» Сукиасян (2-0)       | 2                     | Иса «Тандовский» Исаев (3-0)      | 2                      | Рустам «Астероид» Мухитдинов (3-3)    |
| 3                         | Валерий «Орёл» Особов (2-1)         | 3                     | Алексей «Мельник» Мельников (4-2) | 3                      | Сергей «Кратос» Калинин (2-0)         |
| 4                         | Умар «Костолом» Муртазалиев (2-0)   | 4                     | Мурад «Дедок» Арцулаев (3-2)      | 4                      | Тимур «Доктор» Акаимов (1-1)          |
| 5                         | Николай «Ebosher» Терехов (2-1)     | 5                     | Бовар «Гладиатор» Ханаков (2-1)   | 5                      | Суламбек «Алый зверь» Шахгириев (1-0) |
| 6                         | Арут «Молодой» Хачатрян (1-1-1)     | 6                     | Камал «Камикадзе» Гасанов (1-1)   | 6                      | Наби «Ганнибал» Гаджиев (1-0)         |
| 7                         | Майк «Вооружённый» Стиценко (1-1-1) | 7                     | Даник Весненок (1-1)              | 7                      | Александр Деревянко (1-0)             |
| 8                         | Аянчи «Шаман» Байыр-Оол (1-0)       | 8                     | Денис «ПакМен» Потёмкин (1-0)     | 8                      | Александр «Север» Северин (1-0)       |
| 9                         | Теймур «Гази» Алиев (1-1)           | 9                     | Георгий «Тренер» Элоян (1-1)      | 9                      | Владислав «Midas» Кошель (0-1)        |
| 10                        | Иван «Охранник» Мошкарёв (1-1)      | 10                    | Гази «Зохан» Газимагомедов (1-1)  | 10                     | Андрей Етумян (0-1)                   |